# Ogród zoologiczny w Cali
 Ogród zoologiczny w Cali – ogród zoologiczny założony w 1981 roku w mieście Cali w Kolumbii. Ogród ma powierzchnię 10 ha, zamieszkuje go ponad 2500 zwierząt z 233 gatunków.